# رماگنه-سوس-مونت فایوکون
رماگنه-سوس-مونت فایوکون (به فرانسوی: Romagne-sous-Montfaucon) یک کمون در فرانسه است که در ایالت مونت فایوکون-دی آرگون واقع شده‌است.

## خصوصیات
رماگنه-سوس-مونت فایوکون ۱۵٫۷ کیلومترمربع مساحت و ۱۶۵ نفر جمعیت دارد و ۲۱۸ متر بالاتر از سطح دریا واقع شده‌است.